# Йозеф Дессауер
Йозеф Дессауер (нім. Josef Dessauer; 28 травня 1798, Прага — 8 липня 1876, Медлінг) — австрійський композитор, музикант, піаніст.

## Біографія
Народився в сім'ї великого єврейського купця. Навчався гри на фортеп'яно в Празькій консерваторії у Бедржиха Дівіша Вебера і Вацлава Яна Томашека (композиція), який познайомив його з Франтішеком Палацьким, який став згодом його близьким другом.
Після смерті батька в 1825 році, переїхав до Відня, і незабаром повністю присвятив себе музиці.
У 1831 відправився в Париж, де швидко завоював велику популярність в літературних і музичних колах. Серед його близьких друзів були Гектор Берліоз, Джакомо Меєрбер, Джоаккіно Россіні та Фроманталь Галеві. Ференц Ліст написав фортеп'янну транскрипцію трьох його улюблених пісень, Фредерік Шопен присвятив йому два свої полонези (Deux polonaises, op. 26). Багато років Йозеф Дессауер листувався з Жорж Санд.

## Творчість
Для творчості композитора характерний широкий діапазон жанрів. Він автор опер, камерної та симфонічної музики, багатьох вокальних та інструментальних творів та інших оркестрових творів, але найбільшого успіху досяг як автор пісень. Написав понад двадцять пісенних циклів. Його справедливо вважають гідним наступником Франца Шуберта в пісенній царині. Його твори засновані на фольклорних піснях народів Європи.
Крім того, ним написані опери: «Ein Besuch in Saint-Cyr», поставлена в Дрездені в 1838 р .; «Lidwinna», поставлена в Празі в 1840 р. (лібрето Карла Егона Еберта), «Paquita» і «Dominga oder Die Schmuggler in den Pyrenäen» (інша назва «Dominga oder Die Freier von Oléron», Відень, 1860).